# Limnophyes fumosus
Limnophyes fumosus är en tvåvingeart som först beskrevs av Oskar Augustus Johannsen 1905.  Limnophyes fumosus ingår i släktet Limnophyes och familjen fjädermyggor. Inga underarter finns listade i Catalogue of Life.